# Gliese 317 b
Gliese 317 b és un planeta extrasolar a aproximadament 30 anys llum de distància en la constel·lació de Brúixola. El descobriment va ser anunciat el juliol de 2007. Orbita la nana vermella Gliese 317. És un planeta jovià que orbita a un 95% de la distància entre la Terra i el Sol. Malgrat això, necessita 1,9 anys per donar la volta, degut a la baixa velocitat orbital de 14,82 km/s.